# Holli Ross
Holli Ross (* 16. November 1956 in Manhattan als Holli Wasser; † 9. Mai 2020 in Livingston (New Jersey)) war eine amerikanische Jazzsängerin und Liedtexterin.

## Leben und Wirken
Ross wuchs an mehreren Orten in New York in einer Musikerfamilie auf: Ihr Vater war ein klassischer Fagottist, der unter Leopold Stokowski arbeitete, ihre Mutter war eine klassische Gitarristin. Ab dem Alter von sieben Jahren erhielt sie Musikunterricht. 1967 wurde sie von ihrer Chorlehrerin ausgewählt, um eine Reihe von Kinderliedern aufzunehmen. Nachdem sie zunächst Flöte und Gitarre gelernt hatte, wechselte sie zum Fagott. Sie erwarb einen Bachelor-Abschluss als Fagottistin am Mannes College of Music in New York City. Am New England Conservatory wurde ihr im Fagott-Masterstudium deutlich, dass sie primär an Jazzgesang interessiert war; dort sang sie in der Bigband von Phil Wilson. Damals gab es keinen Studiengang für Jazzgesang; daher überzeugte sie den Jazzpianisten Jack Reilly, sie 1975 in seine Jazz-Instrumentalklasse am Mannes College of Music zu lassen, wo sie die angehenden Pianisten mit Bebop-Scat-Gesang unterstützte. Später nahm sie Unterricht bei Warne Marsh. Außerdem erwarb sie einen Master-Abschluss als Logopädin an der Kean University.
1993 wurden der Pianist Donald Johnston und Wolfgang Lackerschmid auf Ross aufmerksam und luden sie ein, ihre Songs mit ihnen aufzunehmen und später durch Europa zu touren. Vor allem mit den String of Pearls, einem weiblichen Vokaltrio (mit Jeanne O’Connor und Sue Halloran), konnte sie sich international einen Namen machen. Das Trio bestand fünf Jahre und nahm insgesamt vier Alben auf, darunter New York to Brazil (1998) und It Don’t Mean a Thing (2004). Sie arrangierte auch einige Songs für die Gruppe und leitete die Rhythmusgruppe. Auch gab Jon Hendricks ihr Gelegenheit, mit ihm aufzutreten und das Vocalese-Material von Lambert, Hendricks & Ross zu lernen. Rick Harris holte sie in das Vokal-Jazz-Quartett Mad Romance, das in den großen Jazzclubs und auf dem Monterey Jazz Festival auftrat und ein gleichnamiges Album aufnahm. Zudem gehörte sie für vier Jahre zur Group 5, die Arrangements von Michael Abene, Don Sebesky und Bill Mays als Teil eines Projekts mit Peter Nero und den Philadelphia Pops interpretierte.
Erst 2011 veröffentlichte Ross ein Soloalbum You'll See beim Label Mile High Records. Beim New Jersey Jazz Society JazzFest im Juni 2012 gastierte sie im Trio des Akkordeonisten Eddie Monteiro. Weiterhin trat sie mit Take 5 auf, bevor sie 2015 Teil des Quartetts The Royal Bopsters mit Amy London, Dylan Pramuk und Darmon Meader wurde; mit den Royal Bopsters nahm sie zwei Alben auf und trat 2019 beim Newport Jazz Festival auf. Bill Kirchner holte sie für sein Album An Evening of Indigos (2015).
Zu den Texten, die Ross schrieb, gehörten die Worte zu Sarah Vaughans Komposition „I Have Waited so Long“, die Janis Siegel mit dem Count Basie Orchestra einspielte, sowie Texte für Miles Davis’ „Boplicity“ und Roger Kellaways „Step Right Up“. Zudem lehrte sie seit 1996 als außerordentliche Professorin für Jazzgesang an der Hofstra University und ebenso seit 2006 an der Montclair State University. Weiterhin arbeitete sie als Sprechtherapeutin.
Ross starb im Saint Barnabas Medical Center in Livingston (New Jersey).

## Diskographische Hinweise
- You'll See (Mile High Records 2011, mit Claudio Roditi, Dennis Wilson, Ted Rosenthal, Rufus Reid, Matt Wilson)[4]
- Amy London, Darmon Meader, Dylan Pramuk, Holli Ross Royal Bopsters (Motéma 2015, mit Jon Hendricks, Mark Murphy, Sheila Jordan, Annie Ross, Bob Dorough)[5]
- Royal Bopsters: Party of Four (Motéma 2020, mit Pete McGuinness, Dylan Pramuk, Amy London, Steve Schmidt, Cameron Brown, Steve Williams sowie Bob Dorough, Sheila Jordan, Christian McBride, Steven Kroon)